# Bataille de Big Dry Wash
Guerres apaches
La bataille de Big Dry Wash a eu lieu le 17 juillet 1882 entre les troupes des 3e et 6e régiment de cavalerie de l'armée des États-Unis et les membres de la tribu des Apaches des montagnes blanches. Le lieu de la bataille a été dénommé « Big Dry Wash » dans le rapport officiel du major Evans, mais des cartes ultérieures ont nommé le lieu « Big Dry Fork », qui est ainsi cité dans les quatre citations pour la Medal of Honor qui ont résulté de la bataille.

## Contexte
Au printemps 1882, un groupe d'une soixantaine de guerriers Apache de la Montagne Blanche se regroupèrent sous la direction d'un guerrier nommé Na-tio-tish. Début juillet, certains des guerriers ont tendu une embuscade et tué quatre policiers de San Carlos, dont le chef de la police. Après l'embuscade, Na-tio-tish mena son groupe de guerriers au nord-ouest à travers le bassin de Tonto. Les colons locaux de l'Arizona étaient très effrayés et exigeaient la protection de l'armée qui envoya immédiatement quatorze compagnies de cavalerie dans les forts de la région.
À la mi-juillet, Na-tio-tish mena son groupe de Cherry Creek jusqu'au Mogollon Rim, dans l'intention d'atteindre General Springs, un point d'eau bien connu sur le sentier Crook. Les Apaches remarquèrent qu'ils étaient suivis par une seule troupe de cavalerie et décidèrent de tendre une embuscade à sept miles au nord de General Springs, où une fourche du ruisseau East Clear taillait une gorge dans le Mogollon Rim. Les Apaches se cachèrent de l'autre côté et attendirent.
La compagnie de cavalerie était dirigée par le capitaine Adna R. Chaffee. Cependant, le chef éclaireur de Chaffee, Al Sieber, a découvert le piège des Apaches et a averti les troupes. Au cours de la nuit, la compagnie de Chaffee a été renforcée par quatre autres de Fort Apache sous le commandement du Major Andrew W. Evans,. Britton Davis était également présent, et a relaté cette bataille dans son livre The Truth about Geronimo (1929).

## Bataille
Tôt dans la matinée du 17 juillet, une compagnie de cavalerie a ouvert le feu depuis le bord opposé aux Apaches. Pendant ce temps, Chaffee a envoyé deux compagnies en amont et deux en aval pour se faufiler à travers le canyon et attaquer les Apaches. Na-tio-tish n'a pas posté de sentinelle et les troupes sont passées sans être détectées. De seize à vingt-sept guerriers ont été tués, y compris Na-tio-tish. Sur la crête surplombant la scène, le lieutenant George H. Morgan commanda le premier engagement majeur de la bataille. Alors qu'il s'exposait au feu de l'ennemi, une balle lui a traversé le bras et s'est logée dans son corps.
Environ deux heures après le début de la bataille, le lieutenant Thomas Cruse a repéré un campement des Apaches qui semblait être désert. Il a pris le commandement de quatre hommes et s'est précipité de l'autre côté du ravin pour capturer le camp. En arrivant sur le site, plusieurs guerriers cachés ont tiré sur Cruse et ses hommes, blessant mortellement le soldat à sa droite immédiate, le soldat Joseph McLernan. Cruse a traîné le soldat McLaran en sécurité sur leur position précédente. Alors que la bataille montait en intensité, le lieutenant Frank West prit le commandement de la troupe de cavalerie de Chaffee pendant que Chaffee commandait la bataille. Les premiers tirs se produisirent vers 15 heures et la bataille a duré jusqu'à la tombée de la nuit, lorsqu'un orage violent a éclaté, apportant pluie et grêle. Sieber, avec son ami éclaireur Tom Horn et le lieutenant George H. Morgan, se glissa sur les berges opposées aux Apaches et fourni des tirs de couverture à la cavalerie.
Sous pression et sous-armés, les guerriers apaches restants, sous couvert de l'obscurité et de la tempête, s'échappèrent et se replièrent dans une réserve Apache voisine, à environ 30 km. Le site de la bataille est maintenant un parc historique, dans le comté de Coconino, en Arizona.

## Suites
Quatre hommes ont reçu la médaille d'honneur pour leurs actions lors de cette bataille: Thomas Cruse, George H. Morgan, Charles Taylor et Frank West. Cruse, Morgan et West étaient tous des lieutenants et des diplômés de West Point. Taylor était un soldat de carrière et First Sergeant (en) des troupes au moment de la bataille. Cet engagement a été la dernière grande bataille entre l'armée des États-Unis et les guerriers Apache, mais les guerres n'étaient pas encore finies cependant. L'armée américaine commencerait bientôt une campagne contre Geronimo qui prendrait fin avec sa capture en 1886. Mais les attaques d'Apache sur les colons blancs en Arizona continuèrent jusqu'à l'année 1900.